# Tour de France
Tour de France (wym. [tuʁ də fʁɑ̃s]), w skrócie TdF lub Le Tour, potocznie La Grande Boucle (pol. Wielka Pętla)  – wieloetapowy szosowy wyścig kolarski, przeprowadzany cyklicznie na terytorium Francji – a nierzadko również państw ościennych – najczęściej w lipcu (czasem na przełomie czerwca i lipca). Wchodzi w skład cyklu UCI World Tour Międzynarodowej Unii Kolarskiej.
Wraz z Giro d’Italia i Vueltą a España należy do grupy trzech „wielkich tourów”. Jego ogromny prestiż wiąże się przede wszystkim z długą historią (najstarszy wśród wszystkich obecnie rozgrywanych wyścigów, z którego swój początek brały pozostałe toury), wielką tradycją (zawsze startowali w nim wszyscy najlepsi kolarze danego okresu), skalą trudności (niezwykle trudne technicznie etapy w Alpach i Pirenejach), a przede wszystkim niesłychaną siłą medialną (np. w 2005 r. jego przebieg relacjonowało 78 kanałów telewizyjnych w 180 państwach świata). Tour de France to także impreza z największą pulą nagród – w 2007 r. łączna ich wysokość wynosiła 3 200 000 euro (z czego 450 000 euro dla zwycięzcy).
Odbywa się corocznie od 1903 r. – z wyjątkiem dwóch przerw: jednej w latach 1915–1918 (działania militarne I wojny światowej) i drugiej w latach 1940–1946 (działania militarne II wojny światowej). Całkowita długość trasy danej edycji liczy obecnie ponad 3000 kilometrów, choć w przeszłości często przekraczała 4000 km, a między 1911 r. i 1931 r. – nawet 5000 km.
Od 2022 r. Amaury Sport Organisation organizuje również kobiecy Tour de France Femmes.

## Historia

### Początki
Pierwszy wyścig odbył się w 1903 r. z inicjatywy Henriego Desgrange'a – założyciela gazety L’Auto (protoplasty obecnego dziennika sportowego L’Équipe), by konkurować z dwoma innymi wyścigami kolarskimi: Paris-Brest et retour (sponsorowanym przez Le Petit Journal) oraz Bordeaux-Paris (sponsorowanym przez Le Vélo). Z inicjatywą jego organizacji wystąpił 20 listopada 1902 w paryskiej kawiarni „Café de Madrid” jeden z redaktorów – Géorges Lefèvre. Po raz pierwszy o chęci przeprowadzenia wyścigu oficjalnie napisano 19 stycznia 1903. Promocja Tour de France natychmiast okazała się sukcesem dla gazety. Jej nakład wzrósł z 25 000 w 1902 r. do 65 000 pod koniec 1903 r. W 1908 r. dziennik czytało ćwierć miliona ludzi, zaś w trakcie TdF'1923 L’Auto codziennie kupowało 500 000 czytelników. Rekord padł w 1933 r., gdy nakład tej gazety wyniósł 854 000 egzemplarzy.
Historyczny, premierowy wyścig rozpoczął się 5 lipca 1903 w Montgeron (na przedmieściach Paryża) przed kawiarnią „Reveil Matin”. Składał się z 6 etapów, łączących największe francuskie aglomeracje: Paryż, Lyon, Marsylię, Tuluzę, Bordeaux i Nantes. Zwyciężył faworyt – Francuz Maurice Garin, ze średnią prędkością ponad 25 km/h. Nagrodą za historyczne zwycięstwo było 3000 franków. Drugi Lucien Pothier stracił do Garina prawie 2 godziny i 50 minut.
W 1905 r. postanowiono nieco skrócić etapy, wynoszące wcześniej ponad 400 km, lecz cały wyścig wydłużono do jedenastu etapów, których liczbę sukcesywnie zwiększano również w kolejnych latach. W ostatniej edycji przedwojennej (w 1914 r.), kolarze mieli do pokonania 15 etapów – w sumie 5414 km. Pierwszy TdF lat międzywojennych był jednocześnie najdłuższym w historii – liczył aż 5560 km.

### Dyrektorzy wyścigu
- 1903–1939 – Henri Desgrange
- 1947–1961 – Jacques Goddet
- 1962–1987 – Jacques Goddet i Félix Lévitan
- 1988 – Jacques Goddet i Xavier Louy
- 1989–2005 – Jean-Marie Leblanc
- 2006–obecnie – Christian Prudhomme

### Doping
We wczesnych latach Tour de France kolarze jako dopingu używali między innymi alkoholu i eteru, aby znieczulić się na ciągły ból w trakcie długiej jazdy. W późniejszych latach doping w TdF przybierał coraz bardziej skomplikowane i trudniejsze do wykrycia formy. Do walki z dopingiem zaangażowało się nie tylko Międzynarodowa Unia Kolarska (UCI) i organizatorzy Touru, ale także lokalne władze, policja i sądy.
13 lipca 1967 Brytyjczyk Tom Simpson zasłabł w trakcie podjazdu w upalny dzień na Mont Ventoux (1829 m n.p.m.). Najpierw zsunął się z roweru, po czym poprosił obserwatorów o wsadzenie go na rower. Po przejechaniu krótkiego odcinka stracił przytomność. Został przetransportowany do szpitala, gdzie zmarł tego samego dnia. Przyczyną śmierci był zawał serca spowodowany nadużyciem amfetaminy. Dodatkowo wpływ na jego śmierć mógł mieć ówczesny zakaz pobierania na trasie więcej niż czterech bidonów, czyli ok. dwóch litrów wody. Po tym incydencie UCI zakazała stosowania wszelkich środków wspomagających wydolność.
Tour de France 1998 był prawdopodobnie najbardziej skandalicznym w historii. 8 lipca 1998 francuska policja aresztowała Willy’ego Voeta, jednego z lekarzy drużyny Festina. Oskarżono go o posiadanie dużej liczby nielegalnych recept na narkotyki, erytropoetynę (EPO), hormon wzrostu, testosteron i amfetaminę. 
Jego prawnikiem był Thibault de Montbrial, zaś za jego wspólnika uznano Richarda Virenqua. Ujawnił potem wiele powszechnych praktyk ze świata kolarstwa, które opisał w książce Massacre a la Chaîne. Po procesie sądowym w 2000, stało się oczywiste, że kierownictwo teamu Festina celowo organizowało doping w swoich szeregach. Jedną z ważniejszych decyzji było zatrudnienie doktora Erica Rijkaerta, który miał nadzorować procesy dopingowe w ekipie. Powszechnie wówczas stwierdzono, że doping jest niestety dość popularny, ale rzadko wykrywalny wśród kolarzy.
Dwa tygodnie po aresztowaniu Willy’ego Voeta, 23 lipca 1998, francuska policja przeprowadziła niezapowiedziane kontrole w pokojach hotelowych i autobusach zespołów i kolarzy. Środki dopingujące znaleziono w samochodach holenderskiej ekipy TVM. Następne wyścigi były zagrożone. Zaraz po tym jak wiadomość o akcji policji rozeszła się wśród zawodników w trakcie siedemnastego etapu rajdu, zorganizowali oni siedzący protest i odmówili kontynuowania rajdu. Po negocjacjach prowadzonych przez Jean-Marie Leblanc, dyrektora Tour de France, policja zgodziła się ograniczyć najcięższe praktyki, dzięki czemu zawodnicy zgodzili się kontynuować rajd. Wielu zawodników i drużyn zostało wykluczonych i jedynie 111 zawodników ukończyło etap, jadąc bez numerów startowych i w zupełnym spokoju.
W 2000 r. stało się jasne, że kierownictwo i lekarze drużyny Festina byli odpowiedzialni za doping wśród swoich zawodników. Richard Virenque, czołowy zawodnik Festiny w końcu przyznał się na procesie po tym, jak został wyśmiany za utrzymywanie, że jeśli był pod wpływem narkotyków, to nie był tego do końca świadomy („à l’insu de mon plein gré”).
Tuż przed Tourem 2003 Hiszpan Jesus Manzano udzielił jednej z hiszpańskich gazet wywiadu, w którym powiedział, że kierownictwo jego drużyny, Kelme zmuszało go do zażywania niedozwolonych substancji w trakcie Vuelta a España 2002. Wyjawił także techniczne szczegóły, w jaki sposób kolarze unikali wykrycia dopingu. Jego „nagrodą” był zakaz startu w TdF 2004.
Dowodów na istnienie dopingu nie brakowało, jednak w 2004 r. pojawiły się nowe wiarygodniejsze metody jego wykrywania. W styczniu, Philippe Gaumont zawodnik z drużyny Cofidis powiedział prowadzącym dochodzenie oraz prasie, że sterydy, hormony wzrostu, EPO i amfetamina były epizodem w drużynie.
W tym samym roku mistrz świata w jeździe indywidualnej na czas, David Millar został zdyskwalifikowany, gdyż był podejrzanym w sprawie wykrytej przez francuską policję, dotyczącej znalezienia narkotyków i środków dopingujących w siedzibie Cofidisu. Millar przyznał się do stosowania dopingu. Jego kara została skrócona za to, że pomógł w wykryciu sposobów, którymi kolarze unikają wykrywania dopingu.
Kontrowersje związane z dopingiem nie ominęły również siedmiokrotnego mistrza Lance’a Armstronga, jednak nigdy nie było przeciw niemu dowodów. Częściowo podejrzenia rzucił na Armstronga jego kolega z włoskiej drużyny, lekarz Michele Ferrari, który przyznał się do zapisywania dopingu atletom. Pojawiły się również zarzuty mówiące, że Armstrong nie jest w stanie tak jeździć bez dopingu.
Pod koniec sierpnia 2005 r., miesiąc po tym jak Lance Armstrong odniósł po raz siódmy zwycięstwo, gazeta L’Equipe twierdziła, że ma niepodważalne dowody na stosowanie przez Armstronga dopingu (EPO) w 1999 r.. Twierdzenia opierały się na testach starych próbek moczu przeprowadzonych przez Francuskie Laboratorium Narodowe Wykrywające Doping (LNDD) dla celów naukowych. Armstrong zaprzeczył jakoby stosował EPO a kierownictwo wyścigów nie pociągnęło go do odpowiedzialności z powodu braku pewności co do pochodzenia badanej próbki, braku jej duplikatu oraz stosowanych metod badawczych do tak starej próbki. W tym samym roku Armstrong poddany został testowi na obecność glikokortykosterydów, którego wynik był pozytywny. Armstrong tłumaczył to zewnętrznym stosowaniem maści zawierającej kortyzon na bolące „siodełko” i przedstawił receptę na tę maść. Zawartość wykrytej substancji znacznie przekraczała zawartość stosowaną w maściach.
W czerwcu 2012 r. Amerykańska Agencja Antydopingowa (USADA) oficjalnie oskarżyła Armstronga o stosowanie dopingu w latach 1996–2011. Ostatecznie 24 sierpnia 2012 został wykluczony z zawodów z mocą wsteczną od 1 sierpnia 1998 roku i dożywotnio zdyskwalifikowany za stosowanie niedozwolonych środków dopingujących, takich jak erytropoetyna, testosteron czy kortyzon oraz niedozwolonych zabiegów, takich jak transfuzje krwi. Decyzja ta została potwierdzona 22 października 2012 przez Międzynarodową Unię Kolarską, w konsekwencji został ponadto pozbawiony wszystkich zwycięstw w Tour de France. Lance Armstrong przyznał się do stosowania dopingu w wywiadzie z Oprah Winfrey, odpowiedział twierdząco na pytania dotyczące stosowania EPO, kortyzonu, testosteronu, hormonu wzrostu oraz stosowania transfuzji krwi. Jednocześnie przyznał, że podczas wszystkich siedmiu wygranych Tour de France stosował doping
Najbardziej niepokojącym środkiem dopingującym ostatnich lat jest erytropoetyna (EPO), hormon stymulujący w organizmie produkcję czerwonych krwinek. Jest ona łatwo podawalna i praktycznie niewykrywalna po zaledwie kilku dniach choć jej efekty pozostają przez kilka tygodni. EPO jest prawdopodobnie najpopularniejsza i najbardziej uniwersalna wśród zawodników Tour de France a władze zawodów wielokrotnie były krytykowane za brak bardziej zdecydowanych działań. Naukowcy odkryli, że obecnie stosowane metody wykrywania dopingu mogą powodować zafałszowanie wyników.
Obserwatorzy zauważyli, że średnia prędkość z jaką pokonywany jest Tour de France nadal wzrasta, podczas gdy unowocześnienia i ulepszenia w treningu i rowerach mają marginalne znaczenia. Twierdzą, że prędkość rośnie przede wszystkim dzięki dopingowi, który nie jest możliwy do wykrycia obecnie stosowanymi testami antydopingowymi.

### Zmarli
- 1995 (18 lipca, etap 15): Włoch Fabio Casartelli upadł na zjeździe z Col de Portet d’Aspet przy prędkości 88 km/h. Casartelli, który nie miał założonego kasku, zmarł w drodze do szpitala.
- 1967 (13 lipca, etap 13): Anglik Tom Simpson zmarł wskutek zawału serca na podjeździe pod Mont Ventoux. W jego krwi znaleziono amfetaminę i alkohol. Jego śmierć wymogła na organizatorach decyzję o rozpoczęciu kontroli antydopingowych.
- 1935: Hiszpan Francisco Cepeda w trakcie zjazdu z Col du Galibier spadł z roweru uderzając głową o kamień. Po trzech dniach zmarł w szpitalu.
- 1910: Francuz Adolphe Hélière utonął w morzu w trakcie dnia odpoczynku.

## Podium
| Edycja                                                        | Rok  | Km     | Zwycięzca           | 2. miejsce               | 3. miejsce               | Szczegóły |
| 112                                                           | 2025 | 3301,9 | Tadej Pogačar       | Jonas Vingegaard         | Florian Lipowitz         | TdF 2025  |
| 111                                                           | 2024 | 3498   | Tadej Pogačar       | Jonas Vingegaard         | Remco Evenepoel          | TdF 2024  |
| 110                                                           | 2023 | 3405,6 | Jonas Vingegaard    | Tadej Pogačar            | Adam Yates               | TdF 2023  |
| 109                                                           | 2022 | 3349,8 | Jonas Vingegaard    | Tadej Pogačar            | Geraint Thomas           | TdF 2022  |
| 108                                                           | 2021 | 3414,4 | Tadej Pogačar       | Jonas Vingegaard         | Richard Carapaz          | TdF 2021  |
| 107                                                           | 2020 | 3484,2 | Tadej Pogačar       | Primož Roglič            | Richie Porte             | TdF 2020  |
| 106                                                           | 2019 | 3365   | Egan Bernal         | Geraint Thomas           | Steven Kruijswijk        | TdF 2019  |
| 105                                                           | 2018 | 3351   | Geraint Thomas      | Tom Dumoulin             | Chris Froome             | TdF 2018  |
| 104                                                           | 2017 | 3540   | Chris Froome        | Rigoberto Urán           | Romain Bardet            | TdF 2017  |
| 103                                                           | 2016 | 3535   | Chris Froome        | Romain Bardet            | Nairo Quintana           | TdF 2016  |
| 102                                                           | 2015 | 3358   | Chris Froome        | Nairo Quintana           | Alejandro Valverde       | TdF 2015  |
| 101                                                           | 2014 | 3664   | Vincenzo Nibali     | Jean-Christophe Péraud   | Thibaut Pinot            | TdF 2014  |
| 100                                                           | 2013 | 3360   | Chris Froome        | Nairo Quintana           | Joaquim Rodríguez        | TdF 2013  |
| 99                                                            | 2012 | 3497   | Bradley Wiggins     | Chris Froome             | Vincenzo Nibali          | TdF 2012  |
| 98                                                            | 2011 | 3430   | Cadel Evans         | Andy Schleck             | Fränk Schleck            | TdF 2011  |
| 97                                                            | 2010 | 3642   | Andy Schleck        | Samuel Sánchez           | Jurgen Van den Broeck    | TdF 2010  |
| 96                                                            | 2009 | 3459   | Alberto Contador    | Andy Schleck             | Lance Armstrong          | TdF 2009  |
| 95                                                            | 2008 | 3556   | Carlos Sastre       | Cadel Evans              | Dienis Mieńszow          | TdF 2008  |
| 94                                                            | 2007 | 3570   | Alberto Contador    | Cadel Evans              | Levi Leipheimer          | TdF 2007  |
| 93                                                            | 2006 | 3656   | Óscar Pereiro Sio   | Andreas Klöden           | Carlos Sastre            | TdF 2006  |
| 92                                                            | 2005 | 3607   | Lance Armstrong     | Ivan Basso               | Jan Ullrich              | TdF 2005  |
| 91                                                            | 2004 | 3391   | Lance Armstrong     | Andreas Klöden           | Ivan Basso               | TdF 2004  |
| 90                                                            | 2003 | 3350   | Lance Armstrong     | Jan Ullrich              | Aleksandr Winokurow      | TdF 2003  |
| 89                                                            | 2002 | 3276   | Lance Armstrong     | Joseba Beloki            | Raimondas Rumšas         | TdF 2002  |
| 88                                                            | 2001 | 3453   | Lance Armstrong     | Jan Ullrich              | Joseba Beloki            | TdF 2001  |
| 87                                                            | 2000 | 3662   | Lance Armstrong     | Jan Ullrich              | Joseba Beloki            | TdF 2000  |
| 86                                                            | 1999 | 3870   | Lance Armstrong     | Alex Zülle               | Fernando Escartín        | TdF 1999  |
| 85                                                            | 1998 | 3850   | Marco Pantani       | Jan Ullrich              | Bobby Julich             | TdF 1998  |
| 84                                                            | 1997 | 3950   | Jan Ullrich         | Richard Virenque         | Marco Pantani            | TdF 1997  |
| 83                                                            | 1996 | 3907   | Bjarne Riis         | Jan Ullrich              | Richard Virenque         | TdF 1996  |
| 82                                                            | 1995 | 3653   | Miguel Indurain     | Alex Zülle               | Bjarne Riis              | TdF 1995  |
| 81                                                            | 1994 | 3978   | Miguel Indurain     | Pēteris Ugrjumovs        | Marco Pantani            | TdF 1994  |
| 80                                                            | 1993 | 3714   | Miguel Indurain     | Tony Rominger            | Zenon Jaskuła            | TdF 1993  |
| 79                                                            | 1992 | 3983   | Miguel Indurain     | Claudio Chiappucci       | Gianni Bugno             | TdF 1992  |
| 78                                                            | 1991 | 3914   | Miguel Indurain     | Gianni Bugno             | Claudio Chiappucci       | TdF 1991  |
| 77                                                            | 1990 | 3504   | Greg LeMond         | Claudio Chiappucci       | Erik Breukink            | TdF 1990  |
| 76                                                            | 1989 | 3285   | Greg LeMond         | Laurent Fignon           | Pedro Delgado            | TdF 1989  |
| 75                                                            | 1988 | 3286   | Pedro Delgado       | Steven Rooks             | Fabio Parra              | TdF 1988  |
| 74                                                            | 1987 | 4231   | Stephen Roche       | Pedro Delgado            | Jean-François Bernard    | TdF 1987  |
| 73                                                            | 1986 | 4094   | Greg LeMond         | Bernard Hinault          | Urs Zimmermann           | TdF 1986  |
| 72                                                            | 1985 | 4109   | Bernard Hinault     | Greg LeMond              | Stephen Roche            | TdF 1985  |
| 71                                                            | 1984 | 4021   | Laurent Fignon      | Bernard Hinault          | Greg LeMond              | TdF 1984  |
| 70                                                            | 1983 | 3809   | Laurent Fignon      | Ángel Arroyo             | Peter Winnen             | TdF 1983  |
| 69                                                            | 1982 | 3507   | Bernard Hinault     | Joop Zoetemelk           | Johan van der Velde      | TdF 1982  |
| 68                                                            | 1981 | 3753   | Bernard Hinault     | Lucien Van Impe          | Robert Alban             | TdF 1981  |
| 67                                                            | 1980 | 3842   | Joop Zoetemelk      | Hennie Kuiper            | Raymond Martin           | TdF 1980  |
| 66                                                            | 1979 | 3765   | Bernard Hinault     | Joop Zoetemelk           | Joaquim Agostinho        | TdF 1979  |
| 65                                                            | 1978 | 3908   | Bernard Hinault     | Joop Zoetemelk           | Joaquim Agostinho        | TdF 1978  |
| 64                                                            | 1977 | 4096   | Bernard Thévenet    | Hennie Kuiper            | Lucien Van Impe          | TdF 1977  |
| 63                                                            | 1976 | 4017   | Lucien Van Impe     | Joop Zoetemelk           | Raymond Poulidor         | TdF 1976  |
| 62                                                            | 1975 | 4000   | Bernard Thévenet    | Eddy Merckx              | Lucien Van Impe          | TdF 1975  |
| 61                                                            | 1974 | 4098   | Eddy Merckx         | Raymond Poulidor         | Vicente López Carril     | TdF 1974  |
| 60                                                            | 1973 | 4090   | Luis Ocaña          | Bernard Thévenet         | José Manuel Fuente       | TdF 1973  |
| 59                                                            | 1972 | 3846   | Eddy Merckx         | Felice Gimondi           | Raymond Poulidor         | TdF 1972  |
| 58                                                            | 1971 | 3608   | Eddy Merckx         | Joop Zoetemelk           | Lucien Van Impe          | TdF 1971  |
| 57                                                            | 1970 | 4254   | Eddy Merckx         | Joop Zoetemelk           | Gösta Pettersson         | TdF 1970  |
| 56                                                            | 1969 | 4117   | Eddy Merckx         | Roger Pingeon            | Raymond Poulidor         | TdF 1969  |
| 55                                                            | 1968 | 4492   | Jan Janssen         | Herman Van Springel      | Ferdinand Bracke         | TdF 1968  |
| 54                                                            | 1967 | 4758   | Roger Pingeon       | Julio Jiménez            | Franco Balmamion         | TdF 1967  |
| 53                                                            | 1966 | 4322   | Lucien Aimar        | Jan Janssen              | Raymond Poulidor         | TdF 1966  |
| 52                                                            | 1965 | 4177   | Felice Gimondi      | Raymond Poulidor         | Gianni Motta             | TdF 1965  |
| 51                                                            | 1964 | 4504   | Jacques Anquetil    | Raymond Poulidor         | Federico Bahamontes      | TdF 1964  |
| 50                                                            | 1963 | 4137   | Jacques Anquetil    | Federico Bahamontes      | José Pérez Francés       | TdF 1963  |
| 49                                                            | 1962 | 4274   | Jacques Anquetil    | Jef Planckaert           | Raymond Poulidor         | TdF 1962  |
| 48                                                            | 1961 | 4397   | Jacques Anquetil    | Guido Carlesi            | Charly Gaul              | TdF 1961  |
| 47                                                            | 1960 | 4173   | Gastone Nencini     | Graziano Battistini      | Jan Adriaensens          | TdF 1960  |
| 46                                                            | 1959 | 4391   | Federico Bahamontes | Henry Anglade            | Jacques Anquetil         | TdF 1959  |
| 45                                                            | 1958 | 4319   | Charly Gaul         | Vito Favero              | Raphaël Geminiani        | TdF 1958  |
| 44                                                            | 1957 | 4665   | Jacques Anquetil    | Marcel Janssens          | Adolf Christian          | TdF 1957  |
| 43                                                            | 1956 | 4498   | Roger Walkowiak     | Gilbert Bauvin           | Jan Adriaensens          | TdF 1956  |
| 42                                                            | 1955 | 4495   | Louison Bobet       | Jean Brankart            | Charly Gaul              | TdF 1955  |
| 41                                                            | 1954 | 4656   | Louison Bobet       | Ferdi Kübler             | Fritz Schär              | TdF 1954  |
| 40                                                            | 1953 | 4476   | Louison Bobet       | Jean Malléjac            | Giancarlo Astrua         | TdF 1953  |
| 39                                                            | 1952 | 4898   | Fausto Coppi        | Stan Ockers              | Bernardo Ruiz            | TdF 1952  |
| 38                                                            | 1951 | 4690   | Hugo Koblet         | Raphaël Géminiani        | Lucien Lazaridès         | TdF 1951  |
| 37                                                            | 1950 | 4773   | Ferdi Kübler        | Stan Ockers              | Louison Bobet            | TdF 1950  |
| 36                                                            | 1949 | 4808   | Fausto Coppi        | Gino Bartali             | Jacques Marinelli        | TdF 1949  |
| 35                                                            | 1948 | 4922   | Gino Bartali        | Briek Schotte            | Guy Lapebie              | TdF 1948  |
| 34                                                            | 1947 | 4640   | Jean Robic          | Édouard Fachleitner      | Pierre Brambilla         | TdF 1947  |
| W latach 1940–1946 nie rozgrywano z powodu II wojny światowej |      |        |                     |                          |                          |           |
| 33                                                            | 1939 | 4224   | Sylvère Maes        | René Vietto              | Lucien Vlaemynck         | TdF 1939  |
| 32                                                            | 1938 | 4687   | Gino Bartali        | Félicien Vervaecke       | Victor Cosson            | TdF 1938  |
| 31                                                            | 1937 | 4415   | Roger Lapébie       | Mario Vicini             | Léo Amberg               | TdF 1937  |
| 30                                                            | 1936 | 4418   | Sylvère Maes        | Antonin Magne            | Félicien Vervaecke       | TdF 1936  |
| 29                                                            | 1935 | 4338   | Romain Maes         | Ambrogio Morelli         | Félicien Vervaecke       | TdF 1935  |
| 28                                                            | 1934 | 4470   | Antonin Magne       | Giuseppe Martano         | Roger Lapébie            | TdF 1934  |
| 27                                                            | 1933 | 4395   | Georges Speicher    | Learco Guerra            | Giuseppe Martano         | TdF 1933  |
| 26                                                            | 1932 | 4479   | André Leducq        | Kurt Stöpel              | Francesco Camusso        | TdF 1932  |
| 25                                                            | 1931 | 5091   | Antonin Magne       | Jef Demuysere            | Antonio Pesenti          | TdF 1931  |
| 24                                                            | 1930 | 4822   | André Leducq        | Learco Guerra            | Antonin Magne            | TdF 1930  |
| 23                                                            | 1929 | 5257   | Maurice Dewaele     | Giuseppe Pancera         | Jef Demuysere            | TdF 1929  |
| 22                                                            | 1928 | 5476   | Nicolas Frantz      | André Leducq             | Maurice Dewaele          | TdF 1928  |
| 21                                                            | 1927 | 5340   | Nicolas Frantz      | Maurice Dewaele          | Lucien Vervaecke         | TdF 1927  |
| 20                                                            | 1926 | 5745   | Lucien Buysse       | Nicolas Frantz           | Bartolomeo Aimo          | TdF 1926  |
| 19                                                            | 1925 | 5440   | Ottavio Bottecchia  | Lucien Buysse            | Bartolomeo Aimo          | TdF 1925  |
| 18                                                            | 1924 | 5425   | Ottavio Bottecchia  | Nicolas Frantz           | Lucien Buysse            | TdF 1924  |
| 17                                                            | 1923 | 5386   | Henri Pélissier     | Ottavio Bottecchia       | Romain Bellenger         | TdF 1923  |
| 16                                                            | 1922 | 5375   | Firmin Lambot       | Jean Alavoine            | Félix Seller             | TdF 1922  |
| 15                                                            | 1921 | 5485   | Léon Scieur         | Hector Heusghem          | Honoré Barthélémy        | TdF 1921  |
| 14                                                            | 1920 | 5503   | Philippe Thys       | Hector Heusghem          | Firmin Lambot            | TdF 1920  |
| 13                                                            | 1919 | 5560   | Firmin Lambot       | Jean Alavoine            | Eugène Christophe        | TdF 1919  |
| W latach 1915–1918 nie rozgrywano z powodu I wojny światowej  |      |        |                     |                          |                          |           |
| 12                                                            | 1914 | 5380   | Philippe Thys       | Henri Pélissier          | Jean Alavoine            | TdF 1914  |
| 11                                                            | 1913 | 5287   | Philippe Thys       | Gustave Garrigou         | Marcel Buysse            | TdF 1913  |
| 10                                                            | 1912 | 5289   | Odile Defraye       | Eugène Christophe        | Gustave Garrigou         | TdF 1912  |
| 9                                                             | 1911 | 5343   | Gustave Garrigou    | Paul Duboc               | Émile Georget            | TdF 1911  |
| 8                                                             | 1910 | 4734   | Octave Lapize       | François Faber           | Gustave Garrigou         | TdF 1910  |
| 7                                                             | 1909 | 4497   | François Faber      | Gustave Garrigou         | Jean Alavoine            | TdF 1909  |
| 6                                                             | 1908 | 4488   | Lucien Petit-Breton | François Faber           | Georges Passerieu        | TdF 1908  |
| 5                                                             | 1907 | 4488   | Lucien Petit-Breton | Gustave Garrigou         | Émile Georget            | TdF 1907  |
| 4                                                             | 1906 | 4545   | René Pottier        | Georges Passerieu        | Louis Trousselier        | TdF 1906  |
| 3                                                             | 1905 | 2994   | Louis Trousselier   | Hyppolite Aucouturier    | Jean-Baptiste Dortignacq | TdF 1905  |
| 2                                                             | 1904 | 2428   | Henri Cornet        | Jean-Baptiste Dortignacq | Alois Catteau            | TdF 1904  |
| 1                                                             | 1903 | 2428   | Maurice Garin       | Lucien Pothier           | Fernand Augereau         | TdF 1903  |

## Koszulki
Podczas wyścigu prowadzone są różne klasyfikacje zawodników, najlepszy kolarz w danej kategorii otrzymuje koszulkę jej lidera, w której kontynuuje wyścig na następnym etapie. Jeśli kolarz jest posiadaczem więcej niż jednej koszulki, na kolejnym etapie jedzie tylko w jednej z nich, w pozostałych kategoriach koszulkę zakładają kolejni kolarze w klasyfikacji tej koszulki.
Koszulki do zdobycia podczas Tour de France:

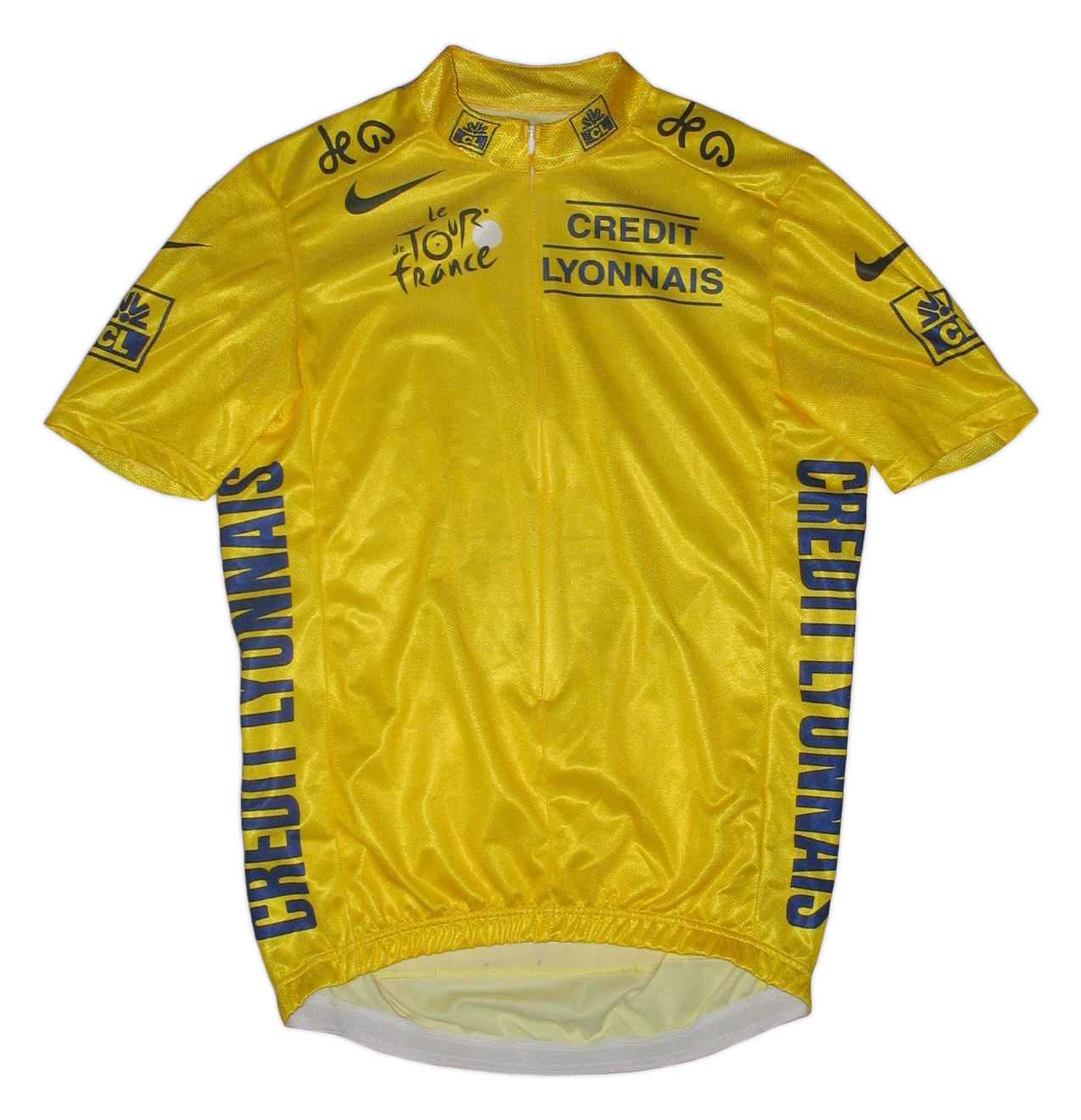
Le maillot jaune

Żółta koszulka (Le maillot jaune), zakładana przez lidera klasyfikacji generalnej, jest najcenniejsza. Jest przyznawana w oparciu o zsumowane czasy zawodnika ze wszystkich etapów. Zawodnik z najkrótszym czasem jest liderem. Desgrange utworzył ją w 1919, gdyż chciał, aby lider wyróżniał się w peletonie. Wybrano żółty kolor koszulki, gdyż strony jego gazety L’Auto były właśnie żółte. Do klasyfikacji są także przyznawane tzw. bonusowe sekundy, odejmowane od czasu trzech najlepszych zawodników na metach etapów bądź na premiach lotnych na trasie etapów. W 2005 za podium etapów odejmowano kolejno: 20, 12 i 8 sekund, zaś za trzy czołowe miejsca na premiach lotnych: 6, 4 i 2 sekundy. Od TdF w roku 2008 bonifikaty zostały zlikwidowane.
Zielona koszulka (Le maillot vert) to koszulka sprinterów. Jedzie w niej lider klasyfikacji punktowej. Na końcu każdego etapu przyznawane są punkty za dojechanie na metę na czołowych pozycjach. W zależności od etapu, ich zwycięzcy otrzymują różną liczbę punktów. I tak na przykład – zwycięzca etapu płaskiego – 35 punktów, pagórkowatego – 25 punktów, górskiego – 20 punktów, a jazdy na czas – 15 punktów. Punkty są przyznawane także za lotne premie. Pierwszym zwycięzcą klasyfikacji punktowej był, w 1953 roku, Szwajcar, Fritz Schaer. Najczęściej zaś z zielonym trykotem do domu wracał Słowak, Peter Sagan – siedem zwycięstw (2012–2016 oraz 2018–2019)
Biała koszulka w czerwone grochy (Le maillot à pois rouges lub Polka dot jersey), przysługuje najlepszemu kolarzowi w klasyfikacji górskiej (tzw. góral). Podczas etapów górskich na trasie znajdują się premie górskie, skategoryzowane od kategorii czwartej (najłatwiejsze) do pierwszej (trudne podjazdy), oraz premie oznaczone jako poza kategorią, z najtrudniejszymi podjazdami wyścigu (tzw. hors category – HC). Dla porównania – zwycięzca premii górskiej czwartej kategorii otrzymuje 1 punkt, zaś zwycięzca premii poza kategorią – 25 punktów. Obecnie premia górska znajdująca się na mecie jest punktowana podwójnie.
Klasyfikacja została dodana do wyścigu w 1933. Sama koszulka jest noszona przez kolarzy od 1975 roku. Rekordzistą zwycięstw w niej jest Francuz Richard Virenque, który wygrywał siedmiokrotnie (1994 – 1997, 1999, 2003 – 2004). Po sześć zwycięstw mają na swoim koncie Hiszpan Federico Bahamontes i Belg Lucien Van Impe.
Biała koszulka (Le maillot blanc) jest własnością najlepszego młodzieżowca (kolarza do lat 25), na podstawie czasów z klasyfikacji generalnej. Wprowadzono ją w 1978. Najwięcej razy (3 z rzędu) zdobywał ją Jan Ullrich.
Istnieją także dwie mniej prestiżowe klasyfikacje, bez własnych koszulek. Pierwsza z nich to klasyfikacja aktywnych. Po każdym etapie komisja sędziowska wybiera kolarza, który na jego trasie był najaktywniejszy. W nagrodę kolarz na następny etap wyrusza z czerwonym numerem startowym. W historii prowadzono także klasyfikację generalną na najaktywniejszego, lecz od 2004 roku najaktywniejszy kolarz całego Touru nie jest wyłaniany. Druga z klasyfikacji to klasyfikacja drużynowa, ustalana na podstawie sumy czasów trzech najlepszych zawodników z każdego zespołu.
Na koniec każdego etapu liderzy danej kategorii są oficjalnie dekorowani poszczególnymi koszulkami, wraz ze zwycięzcą etapu oraz najwaleczniejszym kolarzem etapu.

## Zwycięzcy klasyfikacji pobocznych
| Edycja | Rok  | Klasyfikacja punktowa             | Klasyfikacja górska           | Klasyfikacja młodzieżowa             | Klasyfikacja drużynowa                     |
| 112    | 2025 | Jonathan Milan Włochy             | Tadej Pogačar Słowenia        | Florian Lipowitz Niemcy              | Team Visma Holandia                        |
| 111    | 2024 | Biniam Girmay Erytrea             | Richard Carapaz Ekwador       | Remco Evenepoel Belgia               | Team Emirates Zjednoczone Emiraty Arabskie |
| 110    | 2023 | Jasper Philipsen Belgia           | Giulio Ciccone Włochy         | Tadej Pogačar Słowenia               | Jumbo-Visma Holandia                       |
| 109    | 2022 | Wout van Aert Belgia              | Jonas Vingegaard Dania        | Tadej Pogačar Słowenia               | Ineos Grenadiers Wielka Brytania           |
| 108    | 2021 | Mark Cavendish Wielka Brytania    | Tadej Pogačar Słowenia        | Tadej Pogačar Słowenia               | Bahrain Victorious Bahrajn                 |
| 107    | 2020 | Sam Bennett Irlandia              | Tadej Pogačar Słowenia        | Tadej Pogačar Słowenia               | Movistar Team Hiszpania                    |
| 106    | 2019 | Peter Sagan Słowacja              | Romain Bardet Francja         | Egan Bernal Kolumbia                 | Movistar Team Hiszpania                    |
| 105    | 2018 | Peter Sagan Słowacja              | Julian Alaphilippe Francja    | Pierre Latour Francja                | Movistar Team Hiszpania                    |
| 104    | 2017 | Michael Matthews Australia        | Warren Barguil Francja        | Simon Yates Wielka Brytania          | Team Sky Wielka Brytania                   |
| 103    | 2016 | Peter Sagan Słowacja              | Rafał Majka Polska            | Adam Yates Wielka Brytania           | Movistar Team Hiszpania                    |
| 102    | 2015 | Peter Sagan Słowacja              | Chris Froome Wielka Brytania  | Nairo Quintana Kolumbia              | Movistar Team Hiszpania                    |
| 101    | 2014 | Peter Sagan Słowacja              | Rafał Majka Polska            | Thibaut Pinot Francja                | Ag2r-La Mondiale Francja                   |
| 100    | 2013 | Peter Sagan Słowacja              | Nairo Quintana Kolumbia       | Nairo Quintana Kolumbia              | Saxo Bank Dania                            |
| 99     | 2012 | Peter Sagan Słowacja              | Thomas Voeckler Francja       | Tejay van Garderen Stany Zjednoczone | RadioShack-Nissan-Trek Luksemburg          |
| 98     | 2011 | Mark Cavendish Wielka Brytania    | Samuel Sánchez Hiszpania      | Pierre Rolland Francja               | Garmin-Cervélo Stany Zjednoczone           |
| 97     | 2010 | Alessandro Petacchi Włochy        | Anthony Charteau Francja      | Andy Schleck Luksemburg              | Team RadioShack Stany Zjednoczone          |
| 96     | 2009 | Thor Hushovd Norwegia             | Franco Pellizotti Włochy      | Andy Schleck Luksemburg              | Astana Kazachstan                          |
| 95     | 2008 | Óscar Freire Hiszpania            | Bernhard Kohl Austria         | Andy Schleck Luksemburg              | Team CSC Saxo Bank Dania                   |
| 94     | 2007 | Tom Boonen Belgia                 | Mauricio Soler Kolumbia       | Alberto Contador Hiszpania           | Discovery Channel Stany Zjednoczone        |
| 93     | 2006 | Robbie McEwen Australia           | Michael Rasmussen Dania       | Damiano Cunego Włochy                | T-Mobile Team Niemcy                       |
| 92     | 2005 | Thor Hushovd Norwegia             | Michael Rasmussen Dania       | Jarosław Popowycz Ukraina            | Discovery Channel Stany Zjednoczone        |
| 91     | 2004 | Robbie McEwen Australia           | Richard Virenque Francja      | Władimir Karpiec Rosja               | T-Mobile Team Niemcy                       |
| 90     | 2003 | Baden Cooke Australia             | Richard Virenque Francja      | Dienis Mieńszow Rosja                | Team CSC Dania                             |
| 89     | 2002 | Robbie McEwen Australia           | Laurent Jalabert Francja      | Ivan Basso Włochy                    | ONCE – Eroski Hiszpania                    |
| 88     | 2001 | Erik Zabel Niemcy                 | Laurent Jalabert Francja      | Óscar Sevilla Hiszpania              | Kelme Hiszpania                            |
| 87     | 2000 | Erik Zabel Niemcy                 | Santiago Botero Kolumbia      | Francisco Mancebo Hiszpania          | Kelme Hiszpania                            |
| 86     | 1999 | Erik Zabel Niemcy                 | Richard Virenque Francja      | Benoit Salmon Francja                | Banesto Hiszpania                          |
| 85     | 1998 | Erik Zabel Niemcy                 | Christophe Rinero Francja     | Jan Ullrich Niemcy                   | Cofidis Francja                            |
| 84     | 1997 | Erik Zabel Niemcy                 | Richard Virenque Francja      | Jan Ullrich Niemcy                   | Telekom Niemcy                             |
| 83     | 1996 | Erik Zabel Niemcy                 | Richard Virenque Francja      | Jan Ullrich Niemcy                   | Festina Hiszpania                          |
| 82     | 1995 | Laurent Jalabert Francja          | Richard Virenque Francja      | Marco Pantani Włochy                 | ONCE Hiszpania                             |
| 81     | 1994 | Dżamolidin Abdużaparow Uzbekistan | Richard Virenque Francja      | Marco Pantani Włochy                 | Festina Hiszpania                          |
| 80     | 1993 | Dżamolidin Abdużaparow Uzbekistan | Tony Rominger Szwajcaria      | Antonio Martin Hiszpania             | Carrera Włochy                             |
| 79     | 1992 | Laurent Jalabert Francja          | Claudio Chiappucci Włochy     | Eddy Bouwmans Holandia               | Carrera Włochy                             |
| 78     | 1991 | Dżamolidin Abdużaparow Uzbekistan | Claudio Chiappucci Włochy     | Alvaro Mejia Kolumbia                | Banesto Hiszpania                          |
| 77     | 1990 | Olaf Ludwig Niemcy                | Thierry Claveryolat Francja   | Gilles Delion Francja                | Z Francja                                  |
| 76     | 1989 | Sean Kelly Irlandia               | Gert-Jan Theunisse Holandia   | Fabrice Philipot Francja             | PDM Holandia                               |
| 75     | 1988 | Eddy Planckaert Belgia            | Steven Rooks Holandia         | Erik Breukink Holandia               | PDM Holandia                               |
| 74     | 1987 | Jean-Paul Van Poppel Holandia     | Luis Herrera Kolumbia         | Raúl Alcalá Meksyk                   | Systeme U Francja                          |
| 73     | 1986 | Eric Vanderaerden Belgia          | Bernard Hinault Francja       | Andrew Hampsten Stany Zjednoczone    | La Vie Claire Francja                      |
| 72     | 1985 | Sean Kelly Irlandia               | Luis Herrera Kolumbia         | Fabio Parra Kolumbia                 | La Vie Claire Francja                      |
| 71     | 1984 | Frank Hoste Belgia                | Robert Millar Wielka Brytania | Greg LeMond Stany Zjednoczone        | Renault Francja                            |
| 70     | 1983 | Sean Kelly Irlandia               | Lucien Van Impe Belgia        | Laurent Fignon Francja               | TI – Raleigh Holandia                      |
| 69     | 1982 | Sean Kelly Irlandia               | Bernard Vallet Francja        | Phil Anderson Australia              | Coop-Mercier Francja                       |
| 68     | 1981 | Freddy Maertens Belgia            | Lucien Van Impe Belgia        | Peter Winnen Holandia                | Peugeot Francja                            |
| 67     | 1980 | Rudy Pevenage Belgia              | Raymond Martin Francja        | Johan Van de Velde Holandia          | Miko-Mercier Francja                       |
| 66     | 1979 | Bernard Hinault Francja           | Giovanni Battaglin Włochy     | Jean-René Bernaudeau Francja         | Renault Francja                            |
| 65     | 1978 | Freddy Maertens Belgia            | Mariano Martinez Francja      | Henk Lubberding Holandia             | Miko-Mercier Francja                       |
| 64     | 1977 | Jacques Esclassan Francja         | Lucien Van Impe Belgia        | Dietrich Thurau RFN                  | TI – Raleigh Holandia                      |
| 63     | 1976 | Freddy Maertens Belgia            | Giancarlo Bellini Włochy      | Enrique Martinez-Heredia Hiszpania   | Kas Hiszpania                              |
| 62     | 1975 | Rik Van Linden Belgia             | Lucien Van Impe Belgia        | Francesco Moser Włochy               | GAN-Mercier Francja                        |
| 61     | 1974 | Patrick Sercu Belgia              | Domingo Perurena Hiszpania    |                                      | Kas Hiszpania                              |
| 60     | 1973 | Herman Van Springel Belgia        | Pedro Torres Hiszpania        |                                      | BIC Francja                                |
| 59     | 1972 | Eddy Merckx Belgia                | Lucien Van Impe Belgia        |                                      | GAN-Mercier Francja                        |
| 58     | 1971 | Eddy Merckx Belgia                | Lucien Van Impe Belgia        |                                      | BIC Francja                                |
| 57     | 1970 | Walter Godefroot Belgia           | Eddy Merckx Belgia            |                                      | Salvarani Włochy                           |
| 56     | 1969 | Eddy Merckx Belgia                | Eddy Merckx Belgia            |                                      | Faema Belgia                               |
| 55     | 1968 | Franco Bitossi Włochy             | Aurelio Gonzalez Hiszpania    |                                      | Hiszpania                                  |
| 54     | 1967 | Jan Janssen Holandia              | Julio Jiménez Hiszpania       |                                      | Francja                                    |
| 53     | 1966 | Willy Planckaert Belgia           | Julio Jiménez Hiszpania       |                                      | Kas Hiszpania                              |
| 52     | 1965 | Jan Janssen Holandia              | Julio Jiménez Hiszpania       |                                      | Kas Hiszpania                              |
| 51     | 1964 | Jan Janssen Holandia              | Federico Bahamontes Hiszpania |                                      | Pelforth-Sauvage Holandia                  |
| 50     | 1963 | Rik Van Looy Belgia               | Federico Bahamontes Hiszpania |                                      | Saint Raphael-Geminiani Francja            |
| 49     | 1962 | Rudi Altig RFN                    | Federico Bahamontes Hiszpania |                                      | Heylett – Saint Raphael Francja            |
| 48     | 1961 | André Darrigade Francja           | Imerio Massignan Włochy       |                                      | Francja                                    |
| 47     | 1960 | Jean Graczyk Francja              | Imerio Massignan Włochy       |                                      | Francja                                    |
| 46     | 1959 | André Darrigade Francja           | Federico Bahamontes Hiszpania |                                      | Belgia                                     |
| 45     | 1958 | Jean Graczyk Francja              | Federico Bahamontes Hiszpania |                                      | Belgia                                     |
| 44     | 1957 | Jean Forestier Francja            | Gastone Nencini Włochy        |                                      | Francja                                    |
| 43     | 1956 | Stan Ockers Belgia                | Charly Gaul Luksemburg        |                                      | Belgia                                     |
| 42     | 1955 | Stan Ockers Belgia                | Charly Gaul Luksemburg        |                                      | Francja                                    |
| 41     | 1954 | Ferdi Kübler Szwajcaria           | Federico Bahamontes Hiszpania |                                      | Szwajcaria                                 |
| 40     | 1953 | Fritz Schaer Szwajcaria           | Jesús Loroño Hiszpania        |                                      | Holandia                                   |
| 39     | 1952 |                                   | Fausto Coppi Włochy           |                                      | Włochy                                     |
| 38     | 1951 |                                   | Raphäel Geminiani Francja     |                                      | Francja                                    |
| 37     | 1950 |                                   | Louison Bobet Francja         |                                      | Belgia                                     |
| 36     | 1949 |                                   | Fausto Coppi Włochy           |                                      | Włochy                                     |
| 35     | 1948 |                                   | Gino Bartali Włochy           |                                      | Belgia                                     |
| 34     | 1947 |                                   | Pierre Brambilla Włochy       |                                      | Włochy                                     |
| **     | ***  |                                   | *****                         |                                      | ***                                        |
| 33     | 1939 |                                   | Sylvére Maes Francja          |                                      | Belgia                                     |
| 32     | 1938 |                                   | Gino Bartali Włochy           |                                      | Belgia                                     |
| 31     | 1937 |                                   | Félicien Vervaecke Belgia     |                                      | Francja                                    |
| 30     | 1936 |                                   | Julián Berrendero Hiszpania   |                                      | Belgia                                     |
| 29     | 1935 |                                   | Félicien Vervaecke Włochy     |                                      | Belgia                                     |
| 28     | 1934 |                                   | René Vietto Francja           |                                      | Belgia                                     |
| 27     | 1933 |                                   | Vicente Trueba Hiszpania      |                                      | Francja                                    |
| 26     | 1932 |                                   |                               |                                      | Włochy                                     |
| 25     | 1931 |                                   |                               |                                      | Belgia                                     |
| 24     | 1930 |                                   |                               |                                      | Francja                                    |

## Gratyfikacje (TdF 2025)
- 500 000 €: zwycięzca wyścigu (żółta koszulka)
- 25 000 €: zwycięzca klasyfikacji sprinterskiej (zielona koszulka) i klasyfikacji górskiej (koszulka w grochy)
- 20 000 €: zwycięzca klasyfikacji młodzieżowej (biała koszulka)
- 50 000 €: zwycięstwo w klasyfikacji drużynowej
- 11 000 €: zwycięstwo etapowe
- 10 000 €: zwycięstwo w czasówce drużynowej
- 1 500 €: zwycięstwo na premii sprinterskiej
- 800 €: zwycięstwo na premii górskiej hors catégorie
- 650 €: zwycięstwo na premii górskiej pierwszej kategorii
- 500 €: zwycięstwo na premii górskiej drugiej kategorii
- 300 €: zwycięstwo na premii górskiej trzeciej kategorii
- 200 €: zwycięstwo na premii górskiej czwartej kategorii
- 500 €: dzień jazdy w żółtej koszulce
- 300 €: dzień jazdy w koszulkach: zielonej, białej i białej w czerwone grochy[15]

## Etapy

### Płaskie
Najsłynniejszym płaskim etapem Tour de France jest etap z metą na Polach Elizejskich (Champs-Élysées) w Paryżu. Od 1975 kończy on trzytygodniową rywalizację, jest on według przepisów normalnym etapem, liczy mniej więcej 170 km. Ostatnie 20 km takiego etapu składa się z okrążeń na bruku Pól Elizejskich (jednak znacznie łatwiejszego niż bruk z Paryż-Roubaix). Najczęściej bywa on etapem przyjaźni, przeznaczonym dla sprinterów, gdyż czołówka klasyfikacji generalnej jest już ustalona. Bywały jednak wyjątki od tej zasady. W 1987 przed etapem na Polach Elizejskich liderem był Stephen Roche z 40-sekundową przewagą nad Pedro Delgado. Delgado zaatakował na trasie ostatniego etapu, licząc na odzyskanie zwycięstwa ostatniego dnia (ostatecznie jednak, peleton dogonił go i Roche wygrał Tour).
W 1989 etap do Paryża był 24-kilometrową czasówką. Dzięki świetnej postawie i zwycięstwu na niej, Greg LeMond został zwycięzcą całego Tour de France z przewagą zaledwie 8 sekund nad poprzednim liderem – Laurentem Fignonem.
Także etapy pierwszego tygodnia są najczęściej płaskie.

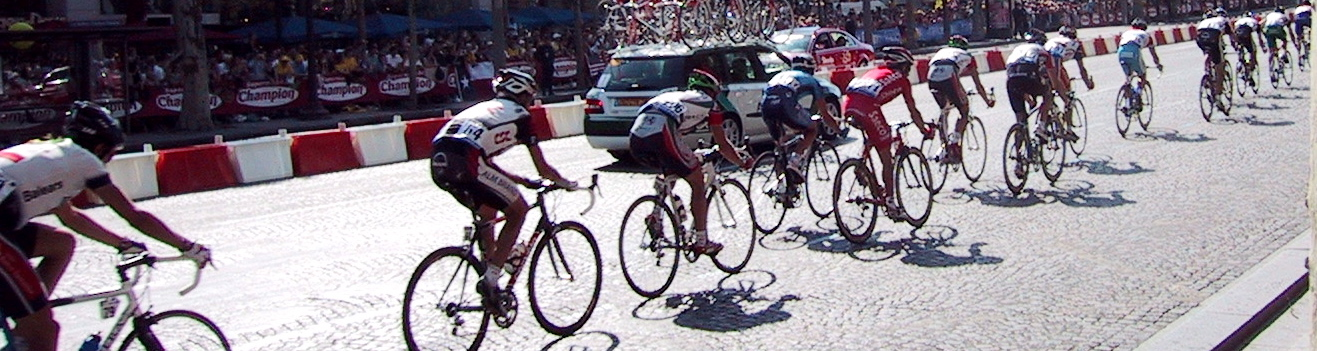
Wyścig na Champs-Élysées w Paryżu

### Górskie
Pierwszym podjazdem w historii Tour de France był w 1903 r. podjazd pod Col de la République w Masywie Centralnym, lecz pierwszym szczytem ponad 1000 m był w 1905 r. Ballon d’Alsace (Balon Alzacki) w Wogezach. Od tego czasu na Ballon d’Alsace wspinano się 24-krotnie (ostatni raz 10 lipca 2005, w stulecie pierwszej wspinaczki na szczyt), z czego czterokrotnie umieszczano tam metę etapów.
Pierwszym Tourem, w którym umieszczono mety etapów na szczytach przełęczy/gór była edycja z 1952 r. Mety były na L’Alpe d’Huez, Sestrières i Puy-de-Dôme, wszystkie trzy wygrał Fausto Coppi.
Inne najsłynniejsze podjazdy Tour de France to:
- Alpy
  - Col du Galibier (2642 m) – pierwszy raz pokonywany w 1911, ostatnio w 2011 (premię górską i etap wygrał tam Andy Schleck) 2005 (Aleksandr Winokurow), 2003 (Stefano Garzelli) i 2002 (Santiago Botero). Często pojawia się na etapach do L’Alpe d’Huez
  - Col du Télégraphe (1566 m) – pierwszy raz pokonywany w 1911, ostatnio w 2005 (Santiago Botero) i 2003 (Pierrick Fédrigo). Prowadzi z niego droga na Col du Galibier, dlatego zazwyczaj pojawia się na etapach razem z nim.
  - Col de l’Iseran (2770 m) – najwyższa przełęcz na trasie wyścigu i najwyższa przełęcz w Alpach. Pierwszy raz pokonana w 1938, ostatnio w 2007 (Jarosław Popowycz). W 1996 trasa wyścigu miała biec również przez tę przełęcz, jednak z powodu złej pogody etap został skrócony.
  - Col d’Izoard (2361 m) – pierwszy raz w 1922, ostatnio w 2003 (Aitor Garmendia) i 2000 (Santiago Botero)
  - Col du Glandon (1924 m) – pierwszy raz w 1947, ostatnio w 2004 (Gilberto Simoni) i 2001 (Laurent Roux)
  - Mont Ventoux (1912 m) – pierwszy raz w 1951, ostatnio meta w 2009 (Juan Manuel Garate)
  - L’Alpe d’Huez (1860 m) – pierwszy raz w 1952 Fausto Coppi, ostatnio meta w 2011 (Pierre Rolland) 2008 (Carlos Sastre), 2006 (Frank Schleck) wcześniej czasówki w 2004 (Lance Armstrong), 2003 (Iban Mayo) i 2001 (Lance Armstrong)
- Pireneje
  - Col d’Aspin (1489 m) – pierwszy raz w 1910, ostatnio w 2004 (Michael Rasmussen), 2003 (Sylvain Chavanel) i 2001 (Bobby Julich)
  - Col d'Aubisque (1709 m) – pierwszy raz w 1910, ostatnio w 2005 (Cadel Evans), 2002 (Laurent Jalabert) i 2000 (Javier Ochoa)
  - Col du Tourmalet (2115 m) – pierwszy raz w 1910, ostatnio w 2010 (Andy Schleck)2003 (Sylvain Chavanel), 2002 (Lance Armstrong), 2001 (Sven Montgomery)
  - Luz Ardiden (1720 m) – pierwszy raz w 1985, ostatnio w 2011 (Samuel Sánchez) 2003 (Lance Armstrong) i 2001 (Roberto Laiseka)
  - Plateau de Beille (1760 m) – pierwszy raz w 1998, ostatnio w 2011 (Jelle Vanendert) 2007 (Alberto Contador)2004 (Lance Armstrong)2002 (Lance Armstrong)1998 (Marco Pantani)

### Za granicą
Wiele etapów rozgrywanych jest za granicą (w Niemczech, Beneluksie, Szwajcarii, Hiszpanii, Andorze, Wielkiej Brytanii, Monako, Irlandii, Danii i we Włoszech). W planach jest także rozpoczęcie Touru od etapu w Nowym Jorku lub jednej z francuskich kolonii zamorskich. Na razie jednak organizatorzy odkładają te plany z powodów logistycznych.
Miejsca startów wyścigu poza Francją:
| Rok  | Miasto           | Państwo         |  |
| 1954 | Amsterdam        | Holandia        |  |
| 1958 | Bruksela         | Belgia          |  |
| 1965 | Kolonia          | Niemcy          |  |
| 1973 | Scheveningen     | Holandia        |  |
| 1975 | Charleroi        | Belgia          |  |
| 1978 | Lejda            | Holandia        |  |
| 1980 | Frankfurt        | Niemcy          |  |
| 1982 | Bazylea          | Szwajcaria      |  |
| 1987 | Berlin           | Niemcy          |  |
| 1989 | Luksemburg       | Luksemburg      |  |
| 1992 | San Sebastián    | Hiszpania       |  |
| 1996 | ’s-Hertogenbosch | Holandia        |  |
| 1998 | Dublin           | Irlandia        |  |
| 2002 | Luksemburg       | Luksemburg      |  |
| 2004 | Liège            | Belgia          |  |
| 2006 | Esch-sur-Alzette | Luksemburg      |  |
| 2006 | Huy              | Belgia          |  |
| 2007 | Londyn           | Wielka Brytania |  |
| 2009 | Monako           | Monako          |  |
| 2010 | Rotterdam        | Holandia        |  |
| 2012 | Liège            | Belgia          |  |
| 2014 | Leeds            | Wielka Brytania |  |
| 2015 | Utrecht          | Holandia        |  |
| 2017 | Düsseldorf       | Niemcy          |  |
| 2019 | Bruksela         | Belgia          |  |
| 2022 | Kopenhaga        | Dania           |  |
| 2023 | Bilbao           | Hiszpania       |  |
| 2024 | Florencja        | Włochy          |  |
| 2026 | Barcelona        | Hiszpania       |  |

Najczęściej zagraniczne etapy kończono w:
- Brukseli – 11-krotnie
- Genewie – 10-krotnie
- Liège – 9-krotnie
- Luksemburgu – 7-krotnie
- Charleroi – 6-krotnie
- Forest-Vorst – 6-krotnie
- Monako – 6-krotnie
- Lozannie – 5-krotnie
- Fryburgu – 4-krotnie
- Jambes – 4-krotnie
- Namur – 4-krotnie
- Sestriere – 4-krotnie

## Terminologia

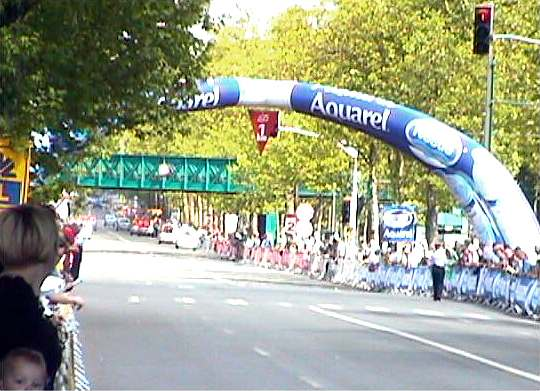
Flamme rouge

Większość terminów używanych w Tour de France jest również stosowana w innych wyścigach. Istnieje jednak kilka wyrażeń typowych dla TdF:
- course – cała kolumna wyścigu od tête de la course (grupa prowadząca) do arriere de la course (grupa zamykająca stawkę)
- hors catégorie – góra „ponad kategorią”, niesamowicie trudna do pokonania
- flamme rouge – trójkątna, czerwona chorągiewka wisząca w centrum łuku reklamowego na kilometr przed metą
- lanterne rouge (pol. czerwona latarnia) – ostatni kolarz w klasyfikacji generalnej
- tifosi – włoscy fani
- voiture balai – samochód sędziowski jadący na końcu wyścigu i zbierający z trasy kolarzy, którzy nie są w stanie jechać dalej, bądź mają zbyt dużą stratę do peletonu. Polskim synonimem jest trupiara

## Rekordy
Zwycięstwa
- 5 –  Jacques Anquetil (1957, 1961–1964)
- 5 –  Eddy Merckx (1969–1972, 1974)
- 5 –  Bernard Hinault (1978, 1979, 1981, 1982, 1985)
- 5 –  Miguel Indurain (1991–1995)

Drugie miejsca
- 6 –  Joop Zoetemelk
- 5 –  Jan Ullrich
- 3 –  Raymond Poulidor
- 3 –  Jonas Vingegaard

Dni w koszulce lidera
- 96 –  Eddy Merckx
- 79 –  Bernard Hinault
- 60 –  Miguel Indurain
- 59 –  Chris Froome
- 51 –  Jacques Anquetil

Najlepszy „góral”
- 7 –  Richard Virenque (1994–1997, 1999, 2003, 2004)
- 6 –  Federico Bahamontes (1954, 1958, 1959, 1962–1964)
- 6 –  Lucien Van Impe (1971, 1972, 1975, 1977, 1981, 1983)

Najlepszy sprinter
- 7 –  Peter Sagan (2012, 2013, 2014, 2015, 2016, 2018, 2019)
- 6 –  Erik Zabel (1996–2001)
- 4 –  Sean Kelly (1982, 1983, 1985, 1989)
- 3 –  Jan Janssen (1964, 1965, 1967)
- 3 –  Eddy Merckx (1969, 1971, 1972)
- 3 –  Freddy Maertens (1976, 1978, 1981)
- 3 –  Dżamolidin Abdużaparow (1991, 1993, 1994)

Zwycięstwa etapowe ogółem
- 35 –  Mark Cavendish
- 34 –  Eddy Merckx
- 28 –  Bernard Hinault

Zwycięstwa etapowe w jednej edycji
- 8 –  Eddy Merckx (1970, 1974)
- 8 –  Charles Pélissier (1930)
- 8 –  Freddy Maertens (1976)

Zwycięstwa etapowe wg państw
- 717 –  Francja
- 503 –  Belgia
- 273 –  Włochy
- 186 –  Holandia
- 131 –  Hiszpania

Najwięcej startów
- 18 –  Sylvain Chavanel (2001–2018)
- 17 –  Stuart O’Grady (1997–2013)
- 17 –  George Hincapie (1996–2012)
- 17 –  Jens Voigt (1998–2014)
- 16 –  Joop Zoetemelk (1970–1973, 1975–1986)
- 16 –  Haimar Zubeldia (2001–2009, 2011–2017)